# Savoja
Savoja (franc. Savoie, tal. Savoia, engl. Savoy), povijesna pokrajina u istočnoj Francuskoj. Od 1416-1720. vojvodstvo pod vlašću Savojske dinastije, čiji su vladari 1720. postali sardinskim kraljevima, a od 1861. i kraljevima Italije.